# Estação Periférico Norte
A Estação Periférico Norte é uma das estações do VLT de Guadalajara, situada em Zapopan, entre a Estação Auditorio e a Estação Dermatológico. Administrada pelo Sistema de Tren Eléctrico Urbano (SITEUR), faz parte da Linha 1.
Originalmente inaugurada no dia 1º de setembro de 1989, a estação foi reaberta em 15 de setembro de 2017 após ser aterrada. Localiza-se no cruzamento da Estrada do Federalismo com o Anel Periférico Norte. Atende o bairro González Ortega.